# O'Brien Awards
O'Brien Awards är en årlig utmärkelse inom nordamerikansk travsport som instiftades 1989 av det kanadensiska förbundet Standardbred Canada. I och med utmärkelsen hyllas tränare, kuskar och hästar inom nordamerikansk trav- och passångssport och flera priser delas ut för insatser under föregående år/säsong. Utmärkelserna tillkännages i december och delas ut i februari nästkommande år.
Det är Kanadas motsvarighet till den svenska Hästgalan.

## Kategorier
O'Brien Awards delas ut i arton olika kategorier. Tretton av dessa hyllar hästar, och den mest prestigefyllda kategorin är Canada's Somebeachsomewhere Horse of the Year. Kategorierna för hästar delas upp i ålder, kön och gångart.
Förutom kategorierna för hästar finns fem kategorier för människor, Driver of the Year, Trainer of the Year, Future Star Award, Armstrong Bros. Farm Breeder of the Year och O'Brien Award of Horsemanship.

## Vinnare

### Årets häst
| År   | Häst               | Kön | Gångart  |
| ---- | ------------------ | --- | -------- |
| 2019 | Forbidden Trade    | H   | Trav     |
| 2018 | McWicked           | H   | Passgång |
| 2017 | Hannelore Hanover  | S   | Trav     |
| 2016 | Betting Line       | H   | Passgång |
| 2015 | State Treasurer    | H   | Passgång |
| 2014 | JK Shesalady       | S   | Passgång |
| 2013 | Bee A Magician     | S   | Trav     |
| 2012 | Michael's Power    | V   | Passgång |
| 2011 | San Pail           | V   | Trav     |
| 2010 | Dreamfair Eternal  | S   | Passgång |
| 2009 | Muscle Hill        | H   | Trav     |
| 2008 | Somebeachsomewhere | H   | Passgång |
| 2007 | Somebeachsomewhere | H   | Passgång |
| 2007 | Tell All           | H   | Passgång |
| 2006 | Majestic Son       | H   | Trav     |
| 2005 | Admirals Express   | V   | Passgång |
| 2004 | Rainbow Blue       | S   | Passgång |
| 2003 | Eternal Camnation  | S   | Passgång |
| 2002 | Real Desire        | H   | Passgång |
| 2001 | Bettors Delight    | H   | Passgång |
| 2000 | Yankee Paco        | H   | Passgång |
| 1999 | Blissfull Hall     | H   | Passgång |
| 1998 | Odies Fame         | S   | Passgång |
| 1997 | Western Dreamer    | V   | Passgång |
| 1996 | Whenuwishuponastar | S   | Passgång |
| 1996 | Riyadh             | H   | Passgång |
| 1995 | Ellamony           | S   | Passgång |
| 1994 | Emilie Cas El      | S   | Trav     |
| 1993 | Staying Together   | V   | Passgång |
| 1992 | Artsplace          | H   | Passgång |
| 1991 | Precious Bunny     | H   | Passgång |
| 1990 | Town Pro           | S   | Passgång |
| 1989 | Matts Scooter      | H   | Passgång |

### Årets äldre hingst / valack
| År   | Häst             | Kön |
| ---- | ---------------- | --- |
| 2019 | Musical Rhythm   | H   |
| 2018 | Will Take Charge | V   |
| 2017 | Odds On Amethyst | V   |
| 2016 | Flanagan Memory  | H   |
| 2015 | Resolve          | H   |
| 2014 | Intimidate       | V   |
| 2013 | Mister Herbie    | V   |
| 2012 | Mister Herbie    | V   |
| 2011 | San Pail         | V   |
| 2010 | San Pail         | V   |
| 2009 | San Pail         | V   |
| 2008 | Arch Madness     | V   |
| 2007 | Vivid Photo      | V   |
| 2006 | Stiletto         | V   |
| 2005 | Jm Vangogh       | H   |
| 2004 | Mr Muscleman     | V   |
| 2003 | Rotation         | H   |
| 2002 | Springtop        | V   |
| 2001 | Magician         | V   |
| 2000 | Ramas Pleasure   | H   |
| 1999 | Goodtimes        | V   |
| 1998 | Glorys Comet     | V   |
| 1997 | Glorys Comet     | V   |
| 1996 | Impeccable Image | V   |
| 1995 | Impeccable Image | V   |
| 1994 | Earl             | H   |
| 1993 | Earl             | H   |
| 1992 | Billyjojimbob    | V   |
| 1991 | Billyjojimbob    | V   |
| 1990 | No Sex Please    | V   |
| 1989 | No Sex Please    | V   |

| År   | Häst               | Kön |
| ---- | ------------------ | --- |
| 2019 | McWicked           | H   |
| 2018 | McWicked           | H   |
| 2017 | Sintra             | V   |
| 2016 | Wiggle It Jiggleit | V   |
| 2015 | State Treasurer    | H   |
| 2014 | Modern Legend      | V   |
| 2013 | Foiled Again       | V   |
| 2012 | Betterthancheddar  | H   |
| 2011 | Foiled Again       | V   |
| 2010 | Won The West       | V   |
| 2009 | Bigtime Ball       | V   |
| 2008 | Secrets Nephew     | H   |
| 2007 | Lis Mara           | H   |
| 2006 | Lis Mara           | H   |
| 2005 | Admirals Express   | V   |
| 2004 | Casimir Camotion   | V   |
| 2003 | Art Major          | H   |
| 2002 | Real Desire        | H   |
| 2001 | Gallo Blue Chip    | V   |
| 2000 | D M Dilinger       | H   |
| 1999 | Dragon Again       | H   |
| 1998 | Red Bow Tie        | V   |
| 1997 | Village Connection | H   |
| 1996 | Riyadh             | H   |
| 1995 | Pacific Rocket     | H   |
| 1994 | Village Jiffy      | H   |
| 1993 | Staying Together   | V   |
| 1992 | Artsplace          | H   |
| 1991 | Camluck            | H   |
| 1990 | Topnotcher         | H   |
| 1989 | Matts Scotter      | H   |

### Årets äldre sto
| År   | Häst               |
| ---- | ------------------ |
| 2019 | Atlanta            |
| 2018 | Emoticon Hanover   |
| 2017 | Hannelore Hanover  |
| 2016 | Hannelore Hanover  |
| 2015 | Bee A Magician     |
| 2014 | Classic Martine    |
| 2013 | Maven              |
| 2012 | Frenchfrysnvinegar |
| 2011 | Frenchfrysnvinegar |
| 2010 | Windsong Soprano   |
| 2009 | Classic Lane       |
| 2008 | Brigham Dream      |
| 2007 | Mystical Sunshine  |
| 2006 | Peaceful Way       |
| 2005 | Peaceful Way       |
| 2004 | Stroke Play        |
| 2003 | Dresden Dolly      |
| 2002 | Dresden Dolly      |
| 2001 | Casual Breeze      |
| 2000 | Moni Maker         |
| 1999 | Moni Maker         |
| 1998 | Kewpie Doll B      |
| 1997 | Warzover           |
| 1996 | Kawartha An Worthy |
| 1995 | Warzover           |
| 1994 | Lifetime Dream     |
| 1993 | Lifetime Dream     |
| 1992 | Ramerizi           |
| 1991 | Peach Pit          |
| 1990 | Peach Pit          |
| 1989 | Grades Singing     |

| År   | Häst               |
| ---- | ------------------ |
| 2019 | Caviart Ally       |
| 2018 | Exhilarated        |
| 2017 | Sandbetweenurtoes  |
| 2016 | Lady Shadow        |
| 2015 | Lady Shadow        |
| 2014 | Anndrovette        |
| 2013 | Anndrovette        |
| 2012 | Anndrovette        |
| 2011 | Anndrovette        |
| 2010 | Dreamfair Eternal  |
| 2009 | Dreamfair Eternal  |
| 2008 | My LIttle Dragon   |
| 2007 | Moving Pictures    |
| 2006 | Glowing Report     |
| 2005 | Loyal Opposition   |
| 2004 | Eternal Camnation  |
| 2003 | Eternal Camnation  |
| 2002 | Eternal Camnation  |
| 2001 | Eternal Camnation  |
| 2000 | Galleria           |
| 1999 | Art's Secret       |
| 1998 | Jays Table         |
| 1997 | Ooh's N Aah's      |
| 1996 | Shes A Great Lady  |
| 1995 | Ellamony           |
| 1994 | Ellamony           |
| 1993 | Shady Daisy        |
| 1992 | Shady Daisy        |
| 1991 | Delinquent Account |
| 1990 | Games              |
| 1989 | Armbro Feather     |

### Årets 3-åriga hingst / valack
| År   | Häst               | Kön |
| ---- | ------------------ | --- |
| 2019 | Forbidden Trade    | H   |
| 2018 | Run Director       | H   |
| 2017 | International Moni | H   |
| 2016 | Marion Marauder    | H   |
| 2015 | Pinkman            | V   |
| 2014 | Harper Blue Chip   | H   |
| 2013 | Flanagan Memory    | H   |
| 2012 | Intimidate         | V   |
| 2011 | Daylon Magician    | H   |
| 2010 | Text Me            | H   |
| 2009 | Muscle Hill        | H   |
| 2008 | Federal Flex       | H   |
| 2007 | Arch Madness       | H   |
| 2006 | Majestic Son       | H   |
| 2005 | Classic Photo      | H   |
| 2004 | Windsongs Legacy   | H   |
| 2003 | Amigo Hall         | H   |
| 2002 | Kadabra            | H   |
| 2001 | Liberty Balance    | V   |
| 2000 | Yankee Paco        | H   |
| 1999 | Latest Chapter     | V   |
| 1998 | Stormont Tuscany   | V   |
| 1997 | Lord Stormont      | V   |
| 1996 | Armbro Officer     | V   |
| 1995 | Trustworthy        | H   |
| 1994 | Bye Tsem           | H   |
| 1993 | Armbro Leader      | V   |
| 1992 | Earl               | H   |
| 1991 | Box Boy            | H   |
| 1990 | A Worthy Lad       | H   |
| 1989 | Demilo Hanover     | H   |

| År   | Häst               | Kön |
| ---- | ------------------ | --- |
| 2019 | Century Farroh     | H   |
| 2018 | Jimmy Freight      | H   |
| 2017 | Classic Pro        | H   |
| 2016 | Betting Line       | H   |
| 2015 | Wakizashi Hanover  | V   |
| 2014 | McWicked           | H   |
| 2013 | Vegas Vacation     | V   |
| 2012 | Michael's Power    | V   |
| 2011 | Up The Credit      | H   |
| 2010 | Rock N Roll Heaven | H   |
| 2009 | Well Said          | H   |
| 2008 | Somebeachsomewhere | H   |
| 2007 | Tell All           | H   |
| 2006 | Doonbeg            | H   |
| 2005 | Rocknroll Hanover  | H   |
| 2004 | Western Terror     | H   |
| 2003 | Allamerican Theory | H   |
| 2002 | Art Major          | H   |
| 2001 | Bettors Delight    | H   |
| 2000 | Gallo Blue Chip    | V   |
| 1999 | Blissful Hall      | H   |
| 1998 | Artiscape          | H   |
| 1997 | Western Dreamer    | H   |
| 1996 | Stout              | H   |
| 1995 | Village Connection | H   |
| 1994 | Cams Card Shark    | H   |
| 1993 | Presidential Ball  | H   |
| 1992 | Kingsbridge        | H   |
| 1991 | Precious Bunny     | H   |
| 1990 | Apaches Fame       | H   |
| 1989 | Goalie Jeff        | H   |

### Årets 3-åriga sto
| År   | Häst               |
| ---- | ------------------ |
| 2019 | Evident Beauty     |
| 2019 | Only Take Cash     |
| 2018 | Illusioneesta      |
| 2017 | Ariana G           |
| 2016 | Caprice Hill       |
| 2015 | Mission Brief      |
| 2014 | Riveting Rosie     |
| 2013 | Bee A Magician     |
| 2012 | Check Me Out       |
| 2011 | China Pearls       |
| 2010 | Random Destiny     |
| 2009 | Elusive Desire     |
| 2008 | Lantern Kronos     |
| 2007 | Pampered Princess  |
| 2006 | Pure Ivory         |
| 2005 | Blur               |
| 2004 | Peaceful Way       |
| 2003 | Southwind Allaire  |
| 2002 | Cameron Hall       |
| 2001 | Donven Promise     |
| 2000 | Casual Breeze      |
| 1999 | Miss Elina         |
| 1998 | Image Control      |
| 1997 | Elegantimage       |
| 1996 | Mombasa            |
| 1995 | Worthy Countessa   |
| 1994 | Imageofa Clear Day |
| 1993 | Armbro Luxury      |
| 1992 | Armbro Keepsake    |
| 1991 | Warrawee Kirra     |
| 1990 | Ashley Jane        |
| 1989 | Peach Pit          |

| År   | Häst               |
| ---- | ------------------ |
| 2019 | Sunny Dee          |
| 2018 | Shower Play        |
| 2017 | Bettors Up         |
| 2016 | L A Delight        |
| 2015 | Solar Sister       |
| 2014 | Lady Shadow        |
| 2013 | I Luv The Nitelife |
| 2012 | American Jewel     |
| 2011 | Monkey On My Wheel |
| 2010 | Western Silk       |
| 2009 |                    |
| 2008 | Chancey Lady       |
| 2007 | Michelle's Power   |
| 2006 | Darlins Delight    |
| 2005 | Lady Dillinger     |
| 2004 | Rainbow Blue       |
| 2003 | Burning Point      |
| 2002 | Precious Delight   |
| 2001 | Cathedra Dot Com   |
| 2000 | Legacy of Fame     |
| 1999 | Odies Fame         |
| 1998 | Armbro Romance     |
| 1997 | Paling Avenue      |
| 1996 | Low Places         |
| 1995 | Elegant Killean    |
| 1994 | Hardie Hanover     |
| 1993 | Towner's Image     |
| 1992 | So Fresh           |
| 1991 | Sara Loren Rd      |
| 1990 | Town Pro           |
| 1989 | Sal Harbor         |

### Årets 2-åriga hingst / valack
| År   | Häst              | Kön |
| ---- | ----------------- | --- |
| 2019 | Hp Royal Theo     | H   |
| 2018 | Forbidden Trade   | H   |
| 2017 | Alarm Detector    | H   |
| 2016 | Mass Production   | V   |
| 2015 | Southwind Frank   | H   |
| 2014 | Habitat           | H   |
| 2013 | Father Patrick    | H   |
| 2012 | Wheeling N Dealin | H   |
| 2011 | The Game Plan     | H   |
| 2010 | Blue Porsche      | H   |
| 2009 | Il Villaggio      | H   |
| 2008 | Federal Flex      | H   |
| 2007 | Windsong Espoir   | H   |
| 2006 | Laddie            | H   |
| 2005 | Was It A Dream    | H   |
| 2004 | Ken Warkentin     | H   |
| 2003 | In Conchnito      | H   |
| 2002 | Meadowview Sunny  | V   |
| 2001 | Duke Of York      | H   |
| 2000 | Banker Hall       | H   |
| 2000 | Uhadadream        | H   |
| 1999 | Botany Bay        | V   |
| 1998 | Armbro Scorpion   | H   |
| 1997 | Conway Hall       | H   |
| 1996 | Mighty Beacon     | V   |
| 1995 | Armbro Officer    | V   |
| 1994 | Eager Seelster    | H   |
| 1993 | Wesgate Crown     | H   |
| 1992 | Armbro Leader     | V   |
| 1991 | Sharp S Collins   | H   |
| 1990 | Sammy Silk        | V   |
| 1989 | A Worthy Lad      | H   |

| År   | Häst               | Kön |
| ---- | ------------------ | --- |
| 2019 | Tall Dark Stranger | H   |
| 2018 | Stag Party         | H   |
| 2017 | Stay Hungry        | H   |
| 2016 | Beyond Delight     | H   |
| 2015 | Control The Moment | H   |
| 2014 | Artspeak           | H   |
| 2013 | Arthur Blue Chip   | H   |
| 2012 | Captaintreacherous | H   |
| 2011 | Warrawee Needy     | H   |
| 2010 | Big Jim            | H   |
| 2009 | Sportswriter       | H   |
| 2008 | Nebupanezzar       | H   |
| 2007 | Somebeachsomewhere | H   |
| 2006 | Domitian Hanover   | H   |
| 2005 | Jaremes Jet        | H   |
| 2004 | Village Jolt       | H   |
| 2003 | I Am A Fool        | H   |
| 2002 | Sir Luck           | H   |
| 2001 | Western Shooter    | H   |
| 2000 | Bettors Delight    | H   |
| 1999 | Richess Hanover    | H   |
| 1998 | Island Fantasy     | H   |
| 1997 | Rustler Hanover    | H   |
| 1996 | His Mattjesty      | H   |
| 1995 | A Stud Named Sue   | H   |
| 1994 | Stand Alone        | H   |
| 1993 | Historic           | H   |
| 1992 | Presidential Ball  | H   |
| 1991 | Digger Almahurst   | H   |
| 1990 | Stand And Deliver  | H   |
| 1989 | Road Machine       | H   |

### Årets 2-åriga sto
| År   | Häst              |
| ---- | ----------------- |
| 2019 | Dip Me Hanover    |
| 2018 | The Ice Dutchess  |
| 2017 | Kadabra Queen     |
| 2016 | Ariana G          |
| 2015 | Caprice Hill      |
| 2014 | Stubborn Belle    |
| 2013 | Riveting Rosie    |
| 2012 | Bee A Magician    |
| 2011 | Check Me Out      |
| 2010 | Crys Dream        |
| 2009 | Poof Shes Gone    |
| 2008 | Elusive Desire    |
| 2007 | Snow White        |
| 2006 | Pampered Princess |
| 2005 | Pure Ivory        |
| 2004 | Solveig           |
| 2003 | Peaceful Way      |
| 2002 | Filly At Bigs     |
| 2001 | Odessa Drummond   |
| 2000 | Sharise Seelster  |
| 1999 | Its Made To Order |
| 1998 | C L Brightness    |
| 1997 | Remarkable Image  |
| 1996 | Elegantimage      |
| 1995 | Veras Image       |
| 1994 | Emilie Cas El     |
| 1993 | Armbro Monarch    |
| 1992 | Suspicious Image  |
| 1991 | Armbro Keepsake   |
| 1990 | Santa Royal       |
| 1989 | Cajala            |

| År   | Häst               |
| ---- | ------------------ |
| 2019 | Alicorn            |
| 2018 | Tall Drink Hanover |
| 2017 | Percy Bluechip     |
| 2016 | Idyllic Beach      |
| 2015 | L A Delight        |
| 2014 | JK Shesalady       |
| 2013 | Precocious Beauty  |
| 2012 | I Luv The Nitelife |
| 2011 | American Jewel     |
| 2010 | Idyllic            |
| 2009 | Fancy Filly        |
| 2008 | St Lads Popcorn    |
| 2007 | A And G'sConfusion |
| 2006 | Luck Of Michelle   |
| 2005 | Style              |
| 2004 | Cabrini Hanover    |
| 2003 | Serious Comfort    |
| 2002 | Armbro Amoretto    |
| 2001 | Precious Delight   |
| 2000 | Cupcakesnwhipcream |
| 1999 | Eternal Camnation  |
| 1998 | Odies Fame         |
| 1997 | Armbro Rosebud     |
| 1996 | Whenuwishuponastar |
| 1995 | Cathedra           |
| 1994 | Elegant Killean    |
| 1993 | Hardie Hanover     |
| 1992 | Topaz Blue Chip    |
| 1991 | Tabloid            |
| 1990 | Laugh Line         |
| 1989 | Town Pro           |

### Årets Kusk
| År   | Vinnare                |
| ---- | ---------------------- |
| 2019 | Louis-Philippe Roy     |
| 2018 | Louis-Philippe Roy     |
| 2017 | Doug McNair            |
| 2016 | Sylvain Filion         |
| 2015 | Sylvain Filion         |
| 2014 | Chris Christoforou     |
| 2013 | Sylvain Filion         |
| 2012 | Sylvain Filion         |
| 2011 | Jody Jamieson          |
| 2010 | Randy Waples           |
| 2009 | Jody Jamieson          |
| 2008 | Paul MacDonell         |
| 2007 | Jody Jamieson          |
| 2006 | Mark MacDonald         |
| 2005 | Mark MacDonald         |
| 2004 | Luc Ouellette          |
| 2003 | Chris Christoforou     |
| 2002 | Chris Christoforou     |
| 2001 | Randy Waples           |
| 2000 | Trevor Ritchie         |
| 1999 | Chris Christoforou     |
| 1998 | Randy Waples           |
| 1997 | Steve Condren          |
| 1996 | Doug Brown             |
| 1995 | Doug Brown             |
| 1994 | Doug Brown             |
| 1993 | Doug Brown             |
| 1992 | Gaetan Lamy            |
| 1991 | Doug Brown & Bill Gale |
| 1990 | Doug Brown             |
| 1989 | Doug Brown             |

### Årets Tränare
| År   | Vinnare             |
| ---- | ------------------- |
| 2019 | Richard Moreau      |
| 2018 | Richard Moreau      |
| 2017 | Richard Moreau      |
| 2016 | Richard Moreau      |
| 2015 | Richard Moreau      |
| 2014 | Richard Moreau      |
| 2013 | Richard Moreau      |
| 2012 | Casie Coleman       |
| 2011 | Jeffrey Gillis      |
| 2010 | Casie Coleman       |
| 2009 | Casie Coleman       |
| 2008 | Bob McIntosh        |
| 2007 | Blair Burgess       |
| 2006 | Casie Coleman       |
| 2005 | Casie Coleman       |
| 2004 | Joe Stutzman        |
| 2003 | Bill Robinson       |
| 2002 | Bill Robinson       |
| 2001 | John Bax            |
| 2000 | Kevin McMaster      |
| 1999 | Ben Wallace         |
| 1998 | Bob McIntosh        |
| 1997 | William Wellwood    |
| 1996 | Jack Darling        |
| 1995 | William Wellwood    |
| 1994 | Bill Robinson       |
| 1993 | Bill Robinson       |
| 1992 | Bob McIntosh        |
| 1991 | Bob McIntosh        |
| 1990 | William "Bud" Fritz |
| 1989 | Tom Artandi         |